# Ибрагимов, Владислав Ахмедович
Владислав Ахмедович Ибрагимов (8 января 1945, Киев – 19 мая 2003, Минск) — белорусский, украинский и советский учёный-механик, педагог. Доктор физико-математических наук (1984), профессор (1987).

## Биография
В 1968 году окончил Московский университет.
В 1971–1979 годах работал в Ивано-Франковском институте нефти и газа; затем – в Белорусском национальном техническом университете в Минске: в 1981–2003 года – первым заведующим кафедрой инженерной математики.

## Научная деятельность
Основные направления научных исследований: нелинейная механика сплошных сред, теория пластичности, механика разрушения твёрдых тел.
Автор ряда методических пособий, в частности «Методическое пособие для студентов энергетических специальностей» (1982) и «Уравнение математической физики» (1983; оба – Минск).

## Избранные публикации
- Метод обобщенных аналитических представлений в упругопластической антиплоской задаче. 1998;
- Ультразвук в поверхностной обработке материалов. 2001 (оба в соавт., Минск).